# Thrashback
Thrashback è il sesto album in studio del gruppo musicale Thrash metal statunitense Whiplash, pubblicato nel 1998 per l'etichetta discografica Massacre Records. È l'album che vede il ritorno della formazione originale della band con Tony Portaro alla chitarra e voce, Tony Bono al basso e Tony Scaglione alla batteria.

## Tracce
1. Temple of Punishment - 3:49
2. Stab - 2:43
3. This - 4:13
4. Killing on Monroe Street - 3:56
5. King with the Axe - 5:44
6. Strike Me Blind - 2:26
7. Memory Serves - 4:24
8. Resurection Chair - 3:11
9. House with No Doors - 4:43
10. Thrash 'til Death - 2:36
11. Nails in Me Deep - 4:07

## Formazione
Gruppo
- Tony Portaro - voce e chitarra
- Tony Bono - basso
- Tony Scaglione - batteria

Altri musicisti
- Michael Pinnella - tastiere nel brano Strike Me Blind
- Michael Romeo - chitarra solista nel brano Strike Me Blind
- Warren Conditi - cori
- Jimmy Preziosa - cori
- Kevin "Reverend" Imor - cori
- Ricky Rocket - cori
- Pete Demon - cori
- Danny Greco - cori
- Bill Farley - cori